# نيلسون كورتيس
نيلسون كورتيس (بالإسبانية: Nilson Cortés)‏ هو لاعب كرة قدم كولومبي في مركز الوسط، ولد في 29 مارس 1977 في فلورنسيا في كولومبيا. شارك مع منتخب كولومبيا لكرة القدم. أما مع النوادي، فقد لعب مع أونس كالداس وإنديبنديينتي سانتا في ونادي ميلوناريوس.

## وصلات خارجية
- نيلسون كورتيس على موقع قاعدة بيانات كرة القدم.إي يو (الإنجليزية)
- نيلسون كورتيس على موقع ناشيونال فوتبول تيمز (الإنجليزية)